# Telnický potok
Telnický potok je drobný vodní tok v okrese Ústí nad Labem, který stéká úbočím Krušných hor do Mostecké pánve. Plocha jeho povodí měří 14,9 km² a průměrný průtok v ústí je 0,13 m³/s.
Potok pramení východně od Adolfova v nadmořské výšce 740 metrů. Hlubokým údolím teče nejprve k východu, ale postupně se stáčí na jih. Protéká Telnicí, pod kterou změní směr k jihozápadu, a na jižním okraji Žandova se v nadmořské výšce 250 metrů vlévá zleva do Ždírnického potoka.